# Улица Родины (Казань)
Улица Родины (тат. Родина урамы) — улица в Советском районе Казани, транспортная магистраль районного значения.

## Название
Название улицы официально утверждено решением исполкома Молотовского (с 1956 года — Советского) райсовета от 18 августа 1950 года № 32, а затем в том же году было подтверждено решением Казанского горисполкома № 381.

### Спор о названии улицы
В отношении улицы Родины долгое время шёл спор по поводу этимологии её названия. Среди части горожан была популярна точка зрения, согласно которой эта улица якобы названа в честь Героя Советского Союза, генерал-полковника танковых войск Алексея Григорьевича Родина (1902—1955). В качестве доказательства приводился тот факт, что ранее на многих домах вдоль этой улицы висели таблички с надписью: «Улица Алексея Родина».  
Однако ещё в 2005 году постановлением главы администрации г. Казани было дано разъяснение, согласно которому улица названа в честь Родины — понятия, близкого по смыслу к Отечеству (тат. Ватан), поэтому нормативным является написание — «Улица Родины». В таком понимании эта улица значится в Реестре названий улиц города Казани. 
| Варианты адресных табличек | Варианты адресных табличек | Варианты адресных табличек | Варианты адресных табличек | Варианты адресных табличек |
| -------------------------- | -------------------------- | -------------------------- | -------------------------- | -------------------------- |
|                            |                            |                            |                            |                            |

## Территориальное расположение
Улица Родины находится в юго-западной части Советского района Казани, на территории большой промзоны, которая с 2010-х годов постепенно превращается в район высотной жилой застройки. Улица Родины состоит из двух частей, соединённых между собой Т-образным перекрёстком. Основная её часть перпендикулярно отходит от улицы Рихарда Зорге в северо-восточном направлении, огибает северную оконечность парка «Горкинско-Ометьевский лес», после чего сворачивает вправо и идёт в восточном направлении до проспекта Победы. От этого участка в северном направлении отходит второй участок улицы Родины, который достигает Вознесенского тракта.
Общая длина улицы Родины составляет свыше 3,5 км, в том числе 2,1 км — протяжённость основного участка между улицей Рихарда Зорге и проспектом Победы.

## История
Изначально название Родины было присвоено небольшой улице на западной окраине посёлка Дальний (55°46′20″ с. ш. 49°12′00″ в. д.), возникшего в 1950-е годы. Домовладения вдоль неё получили двойную адресацию — по улице Родины и по названию перпендикулярной улицы, на которую они выходили одной из сторон. 
В 1960-х годах около посёлка Дальний начинается формирование большой промышленной зоны, один из магистральных проездов которой также стал называться улицей Родины. 
Первым участком магистральной улицы Родины стал прямолинейный отрезок, начинавшийся от места нынешнего перекрёстка с улицей Рихарда Зорге (тогда ещё не существовавшей) и заканчивавшийся недалеко от ближней окраины Ометьевского леса. В 1960—1965 годах с южной (нечётной) стороны улицы Родины был построен новый производственный комплекс Казанского мясокомбината (ул. Родины, 33Б). В то время транспортное сообщение от улицы Родины до центральной части города осуществлялось по южному участку улицы Аделя Кутуя, который с появлением магистральной улицы Рихарда Зорге (1970-е годы) превратился во второстепенный проезд внутри промышленной зоны.
В 1970-е годы улица Родины удлинилась в северо-восточном направлении, обогнув северную оконечность Ометьевского леса. Здесь она переходила в пригородную автодорогу, которая шла в восточном направлении, затем сворачивала к северу и у села Большие Клыки соединялась с Мамадышским трактом. Со строительством проспекта Победы в 1980-х годах восточная часть улицы Родины достигла своих пределов. С противоположной стороны проспекта Победы в это время началось возведение жилого района Азино-2. Для обеспечения его теплоснабжением на улице Родины была построена районная котельная «Азино» (ул. Родины, 43А), введённая в эксплуатацию в 1988 году.
В 1970-е годы возник второй участок улицы Родины. Он сформировался в меридиональном направлении между улицей Бухарской (на севере) и Т-образным перекрёстком у Казанского мясокомбината (на юге). С восточной стороны данного участка улицы находится посёлок (жилой массив) Дальний.
В советское время улица Родины стала одной из важнейших транспортных магистралей в рамках промзоны, здесь в основном располагались производственные предприятия и складские объекты. 
- Районная котельная «Азино»: ул. Родины, 43А
- T-образный перекрёсток, соединяющий два участка улицы Родины
- Кирпичный забор вдоль улицы Родины - всё, что осталось от Казанского мясокомбината
- Здание компании «Татнефтепроводстрой»: ул. Родины, 20 (
- Одна из производственно-складских территорий на улице Родины

В постсоветский период многие производственные предприятия прекратили существование. В некоторых случаях их цеха были переоборудованы в торговые помещения. Так, к примеру, возник торговый комплекс «Родина» – по сути обычный рынок с довольно примитивной инфраструктурой и сравнительно невысокими ценами, но весьма популярный в 1990-е и 2000-е годы. Рядом возникли более мелкие торговые заведения, точки общепита и разнообразного сервиса, в том числе автомастерские.
Современная торговая инфраструктура вдоль улицы Родины стала появляться с 2000-х годов. В августе 2004 года на перекрёстке с проспектом Победы открылся торговый центр «Южный», который в 2011 году подвергся реконструкции, увеличив свои площади почти в четыре раза. Здесь же, но с противоположной стороны улицы Родины, в 2017 году открылся магазин сети «Декатлон». На перекрёстке улиц Родины и Рихарда Зорге в здании бывшего автосалона «Барс Авто» в 2016 году открылся гипермаркет «Магнит Семейный». Что касается автосалонов, то их на улице Родины несколько (по состоянию на 2019 год – «Volvo Car Горки», «Ford. ТрансТехСервис», «Ауди Центр Казань»).
- Главный вход в Торговый комплекс «Родина» на углу улиц Родины и Рихарда Зорге
- Торговый комплекс «Родина»: вид со стороны улицы Родины
- Магазин «Декатлон»: ул. Родины, 51
- Гипермаркет «Магнит Семейный»: ул. Родины, 1
- Автосалон «Volvo Car Горки»: ул. Родины, 1В

На этом эволюция облика улицы Родины не завершилась. Утратив присущий советскому времени производственный характер и обретя в постсоветские годы коммерческую инфраструктуру, в 2010-е годы улица Родины стала прирастать жилым сектором. Впрочем, первые многоквартирные жилые дома появились на ней гораздо раньше. В 1973 году на окраине Ометьевского леса была возведена пятиэтажная панельная «хрущёвка» (ул. Родины, 29), которая на протяжении 20 лет оставалась единственным многоквартирным жилым домом на всей улице Родины. В 1993 году рядом была построена кирпичная пятиэтажка (ул. Родины, 31), а в 1996 году – ещё одна (ул. Родины, 33). В 2005 году к ним добавился кирпичный шестиэтажный многоквартирный дом (ул. Родины, 37). Однако строительство этих домов носило точечный характер и не оказывало существенного влияния на сложившийся облик улицы Родины. Ситуация стала меняться с началом реализации проектов комплексной жилой застройки.
Массовое строительство жилых домов на улице Родины было предопределено Генеральным планом города Казани 2007 года. Согласно этому документу, зона жилой застройки создавалась на территории кварталов в Советском районе, занятых «промышленно-складскими объектами в районе улиц Гвардейская, Родины и А. Кутуя».
Впервые о планах комплексной жилой застройки на улице Родины заговорили в 2012-2013 годах. Речь шла о территории площадью 20 гектаров, занятой Казанским мясокомбинатом, который к этому времени прекратил производство. Позже территория данного предприятия с прилегающими участками земли общей площадью 38 гектаров оказалась под контролем строительной компании «Грань», которая в 2017 году начала возводить жилой комплекс «Новые Горки» (проектом предусмотрено строительство 17 домов в 9 и 25 этажей).
В том же 2017 году с противоположной стороны улицы Родины строительная компания ООО «ТСИ» начала возведение жилого комплекса «Родина» в составе 8 высотных зданий.
- Пятиэтажная «хрущёвка» (слева), возведённая в 1973 году: ул. Родины, 29
- Жилой дом: ул. Родины, 37
- Жилой комплекс «Новые Горки» на улице Родины
- Жилой комплекс «Родина» на улице Родины
- Вид на строящиеся 19-этажные высотки жилого комплекса «Родина» со стороны жилого района Горки

Не исключено, что появление современных жилых комплексов станет стимулирующим фактором для осуществления благоустройства улицы Родины, которая на большей своей части лишена многих уличных удобств.
Вот как оценил один из жителей Казани состояние улицы Родины осенью 2014 года:
«Есть в Казани улица Родины...
Красивое название – не правда ли? Впрочем, улица необычна не только своим названием. Посмотрите на карту: улица состоит из двух частей, перпендикулярных друг другу. Напоминает перевёрнутую букву «Т». Непривычная планировка...
Но мне, как жителю тысячелетней Казани, честно говоря, стыдно за улицу Родины. Стыдно за то, в каком состоянии она находится. Асфальт разбит, тротуаров нет и в помине, остановки общественного транспорта толком не обустроены, на обочинах лужи, ямы и... грязь! Весьма показательно, на мой взгляд! Улица Родины – в грязи!
На этой улице – множество организаций и предприятий. Каждое утро большое количество казанцев приезжает сюда на работу. А кто-то и живет здесь – в частном посёлке Дальний...
Если бы в таком ужасном состоянии была улица Маленькая, или Дальняя, или Загородная, или какая-то другая с подобным названием, то, наверное, не было бы так обидно... Но когда забыли (или забили) про улицу Родины – это уже диагноз. :-(
Эй, кто-нибудь! Кто-нибудь в мэрии! А вам не обидно за Родину?»
Данное мнение довольно точное отражает состояние благоустройства улицы Родины. Поправку можно сделать лишь в отношении качества дорожного покрытия, которое в последние годы поддерживается на должном уровне. Лишь восточную часть улицы Родины (у перекрёстка с проспектом Победы) можно назвать соответствующей современным требованиям благоустройства. Здесь в 2018 году завершились реконструкция Ометьевского леса, который двумя годами ранее стал частью парка «Горкинско-Ометьевский лес».
- Вид улицы Родины в районе перекрёстка с проспектом Победы
- Вход в парк «Горкинско-Ометьевский лес» со стороны перекрёстка улицы Родины и проспекта Победы
- Инсталляция у входа в парк «Горкинско-Ометьевский лес» со стороны улицы Родины, рядом с территорией бывшего Казанского мясокомбината
- Автобусная остановка на улице Родины
- Недалеко от улицы Родины находится Пассажирское автотранспортное предприятие № 2 (ПАТП-2). Перед ним находится памятник автобусу ЛиАЗ-677, прозванному в народе «скотовозом»

## Городской общественный транспорт
По состоянию на 1970 год, пассажирское сообщение улицы Родины с центром города осуществлялось автобусом № 17, ходившим по маршруту «Площадь Свободы – Мясокомбинат». В начале 1970-х годов его маршрут был продлён до нового жилого района Горки (ул. Мавлютова).
По состоянию на 1977 год, по улице Родины ходили автобусы трёх маршрутов – № 17 («Горки – ул. Чехова»), № 31 («Ул. Даурская – ул. Компрессорная») и № 37 («просп. Победы – ул. Чехова»). Правда использовали они лишь небольшой участок улицы, выходящий на перекрёсток с улицей Рихарда Зорге.
По состоянию на июнь 1987 год, улица Родины уже не имела автобусного сообщения: маршрут № 17 обслуживал другую часть Казани, а маршруты № 31 и № 37 осуществляли движение по улице Рихарда Зорге.
В процессе увеличения в 1990-е – 2000-е годы маршрутной сети по улице Родины вновь стали ходить автобусы, причём нескольких маршрутов и на всем её протяжении. Но затем её транспортное значение вновь стало снижаться.
В настоящее время по улице Родины ходят автобусы 89 маршрута (по состоянию на август 2019 года).
Кроме того, на пересечении улиц Родины и Рихарда Зорге расположена станция метро «Горки».

## Объекты, расположенные на улице
На улице Родины расположены следующие значимые объекты:
- Жилой комплекс «Родина»;
- Жилой комплекс «Новые Горки»;
- Гипермаркет «Магнит Семейный» (ул. Родины, 1);
- Автосалон «Volvo Car Горки» (ул. Родины, 1В);
- Торговый комплекс «Родина» (ул. Родины, 33А);
- ОАО «Татнефтепроводстрой» (ул. Родины, 20);
- Детский сад № 276 (ул. Родины, 31, корп.1);
- Южный район электрических сетей ОАО «Сетевая компания» (ул. Родины, 27А);
- Жилые дома мясокомбината (ул. Родины, 29, 31, 33);[24]
- Районная котельная «Азино» (ул. Родины, 43А);
- Автосалон «Ford. ТрансТехСервис» (просп. Победы, 93);
- Автосалон «Ауди Центр Казань» (просп. Победы, 93, корп.1);
- Магазин «Деспорт» (ул. Родины, 51);
- Горкинско-Ометьевский лес.